# Alanis Morissette

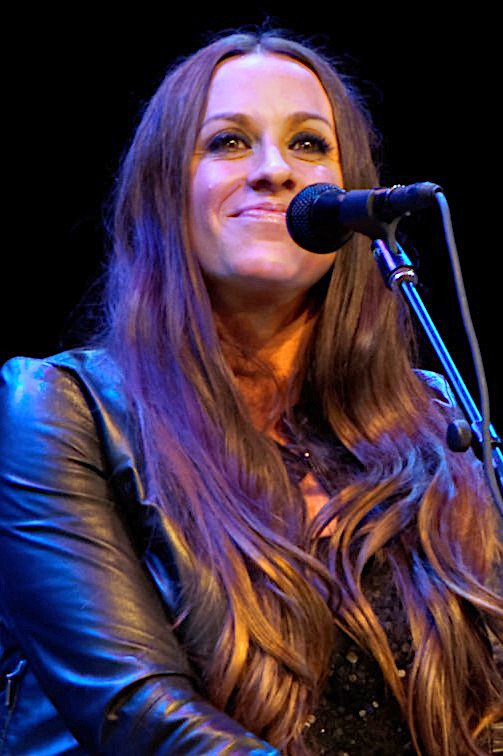
Alanis Morissette (2014)

Alanis Nadine Morissette (* 1. Juni 1974 in Ottawa) ist eine kanadisch-US-amerikanische Sängerin.

## Leben
Von 1977 bis 1981 lebte Morissette mit ihrer Familie in Heiligenzell im Schwarzwald. Ihr Vater, der gebürtige Franko-Ontarier Alan Richard Morissette, und ihre Mutter Georgia Mary Ann Feuerstein unterrichteten Kinder von in Deutschland stationierten Soldaten im kanadischen Militärstützpunkt in Lahr. Sie hat einen älteren Bruder und einen Zwillingsbruder. 1981 zog die Familie zurück nach Ottawa.

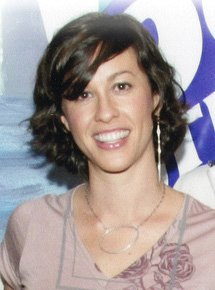
Alanis Morissette (2004)

Im Februar 2005 erhielt Morissette zusätzlich die US-amerikanische Staatsbürgerschaft. Von 2002 bis 2007 waren sie und Ryan Reynolds ein Paar. Zuvor war sie unter anderem mit den Schauspielern Dash Mihok und Dave Coulier, von dem sie sich 1993 trennte, liiert.
Im Mai 2010 heiratete sie in Los Angeles den sechs Jahre jüngeren Rapper Souleye, der mit bürgerlichem Namen Mario Treadway heißt; die beiden waren zu diesem Zeitpunkt acht Monate lang ein Paar. Im Dezember 2010 wurde ihr Sohn geboren, im Juni 2016 eine Tochter. Im August 2019 folgte ein zweiter Sohn.
In der Dokumentation „Jagged“ gab sie im September 2021 bekannt, dass sie als 15-Jährige von mehreren Männern aus der Musikindustrie vergewaltigt worden sei. Einen Tag später distanzierte sie sich von der Dokumentation.

### Karrierebeginn
Als Morissette im Alter von neun Jahren einen Auftritt des Folkduos Lindsay und Jacqui Morgan gesehen hatte, war sie derart begeistert, dass sie es ihnen nachtun wollte. Nachdem sie eines ihrer selbstgeschriebenen Lieder auf Kassette aufgenommen hatte, spielte die mit ihren Eltern befreundete Lindsay Morgan Begleitmusik dazu ein und ermöglichte ihr, den Song im Studio einzusingen. Erste Schauspielerfahrungen machte Morissette 1984 durch die kanadische Kindersendung You Can’t Do That on Television. Das Geld, das sie durch die Produktion verdiente, investierte sie in ihre erste Single Fate Stay with Me.
Unter dem Namen Alanis Nadine trat sie um 1990 in der US-amerikanischen Castingshow Star Search auf, schied jedoch in der ersten Runde aus. Ihr erstes Album erschien 1991 unter dem Namen Alanis, um einer möglichen Verwechslung mit der kanadischen Sängerin Alannah Myles vorzubeugen. Die erste Single daraus, Too Hot, erreichte Platz 14 der kanadischen Charts. Sie war bei den Juno Awards in drei Rubriken nominiert: Single of the Year (Single des Jahres), Best Dance Record (Beste Dance-Aufnahme) und Most Promising Female Vocalist (Vielversprechendste Sängerin); in der zuletzt genannten konnte sie gewinnen. Ihr zweites Album Now Is the Time, das 1992 bei MCA erschien, konnte nicht an den Erfolg des Vorgängers anknüpfen.

### Erfolge
1995, im Alter von 21 Jahren, veröffentlichte Morissette ihr erstes internationales Album Jagged Little Pill, das großen Erfolg hatte. Zunächst stieg das Album auf Platz 118 der Billboard-200-Charts ein, kletterte aber mit dem Erfolg der Singles You Oughta Know, Hand in My Pocket, You Learn, Head over Feet und Ironic bis auf Platz 1. Das Album verkaufte sich weltweit mehr als 30 Millionen Mal, davon allein 16 Millionen Mal in den USA, drei Millionen Mal in Großbritannien und eine Million Mal in Kanada. Morissette gewann bei den Grammy Awards 1996 in den Rubriken Album of the Year (Album des Jahres) und Best Rock Album (Bestes Rockalbum) sowie in Best Female Vocal Performance (Beste Darbietung einer Sängerin) und bester Rock-Song für You Oughta Know.
1998 veröffentlichte sie das Album Supposed Former Infatuation Junkie, das die Hitsingles Thank U und Joining You enthielt. Im nächsten Jahr folgte Alanis Morissette – MTV Unplugged. Nach dem Tod von Nusrat Fateh Ali Khan 1997 vervollständigte sie dessen Beitrag Mercy auf dem Album The Prayer Cycle von Jonathan Elias. Da es international klingen sollte, übersetzte sie den Text zusammen mit ihrer Großmutter und sang ihn auf Ungarisch. 1998 steuerte sie außerdem zum Soundtrack von Stadt der Engel den Song Uninvited bei, der mit zwei Grammys ausgezeichnet wurde.
Im Februar 2002 veröffentlichte sie mit Under Rug Swept ihr drittes Studioalbum mit den Hits Hands Clean und Precious Illusions. Mit ersterem versuchte sie nach eigenen Aussagen, eine Beziehung zu einem ungefähr 30 Jahre alten Mann zu verarbeiten, die sie im Alter von 14 Jahren gehabt habe. Während die Strophen die damalige Sicht des Liebhabers wiedergeben, beinhaltet der Refrain Morissettes Antwort aus der Gegenwart. Im Dezember erschien Feast on Scraps, ein DVD/CD-Paket, das einen Konzertmitschnitt aus Rotterdam sowie acht Lieder enthält, die bei den Aufnahmen zu Under Rug Swept nicht verwendet wurden.

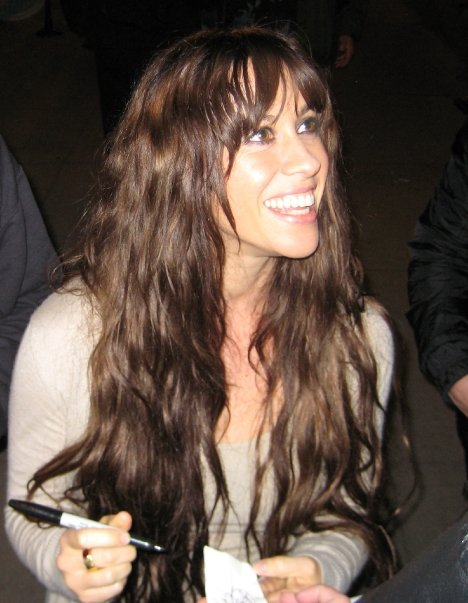
Alanis Morissette (2011)

2004 erschien ihr viertes Album So-Called Chaos, das stark durch die Beziehung zu Ryan Reynolds beeinflusst wurde, was sich vor allem in den drei Songs Not All Me, Knees of My Bees und der ersten Single Everything zeigt. 2005 veröffentlichte sie den Song Wunderkind für den Film Die Chroniken von Narnia: Der König von Narnia, der ihr in der Kategorie Bester Filmsong eine weitere Nominierung bei den Golden Globe Awards 2006 einbrachte. Im Juli brachte Morissette zum zehnten Jubiläum des Erscheinens von Jagged Little Pill eine Akustikversion des Albums heraus, der im November das Best-of The Collection folgte. Die Single Crazy ist eine Coverversion des gleichnamigen 90er-Jahre-Hits von Seal.
Im April 2007 veröffentlichte sie auf dem Videoportal YouTube eine Parodie des Liedes My Humps der Black Eyed Peas. Am 30. Mai 2008 erschien ihr Album Flavors of Entanglement, das komplett von Morissette geschrieben und von Guy Sigsworth produziert wurde. Es unterscheidet sich grundsätzlich im Stil von den vorherigen Alben, da es in Richtung elektronische Musik geht. Dies ist hauptsächlich dem Einsatz von Synthesizern zu verdanken. Als erste Auskopplung wurde die Single Underneath gewählt, zu der zwei Videos gedreht wurden. Der Titel Not As We (zweite Auskopplung in Nordamerika) untermalt die Folge 97 Sekunden aus der Fernsehserie Dr. House sowie die Folge Zeugenschutz aus der Fernsehserie Cold Case – Kein Opfer ist je vergessen.
Am 28. Februar 2010 trat sie auf der Abschlussfeier der XXI. Olympischen Winterspiele in Vancouver mit dem Titel Wunderkind auf. Ebenfalls 2010 wurde I Remain als Titelsong für den Film Prince of Persia: Der Sand der Zeit ausgewählt. Im August 2012 erschien das Album Havoc and Bright Lights. Große Teile des Musikvideos zu Guardian (2012) entstanden in Berlin.

## Schauspielerin
1999 spielte sie neben Matt Damon, Ben Affleck und Alan Rickman in dem Kevin-Smith-Film Dogma die Rolle von Gott, für die eigentlich Emma Thompson vorgesehen war; sie beteiligte sich auch am Soundtrack des Films. Die gleiche Rolle spielt sie in dem Film Jay und Silent Bob schlagen zurück, bei dem sie nach dem Abspann die Jersey-Chronik schließt und damit das (vorläufige) Ende der New-Jersey-Filme andeutet. Morissette trat auch in der Fernsehserie Sex and the City auf, in der sie eine lesbische Frau spielte und die Hauptdarstellerin Sarah Jessica Parker küsste.
2003 hatte sie einen Auftritt in dem Cole-Porter-Porträt De-Lovely, in dem sie seinen Hit Let’s Do It (Let’s Fall in Love) interpretierte. Im Mai 2006 stand sie in einem Londoner Theater auf der Bühne, wo sie in dem Stück The Exonerated (Die Entlastete) eine Gastrolle übernahm. Außerdem hatte sie 2006 in der Serie Nip/Tuck eine Gastrolle als Freundin von Dr. Liz Cruz. 2009 spielte sie in der Showtime-Serie Weeds in sieben Episoden der fünften Staffel die Rolle der Ärztin Audra Kitson.

## Umweltengagement und sonstige Aktivitäten
Morissette beteiligte sich zusammen mit Keanu Reeves an dem Dokumentarfilm The Great Warming (2006), der die globale Erwärmung zum Thema hat. 2008 erhielt sie den Energy Globe Award für ihr jahrelanges Engagement für die Umwelt. Unter anderem hatte sie sich gegen die Ölbohrungen in Alaska eingesetzt. 2016 war Morissette mit der Kolumne „Ask Alanis“ Kummerkastentante der englischen Tageszeitung The Guardian. Seit 2015 produziert Morissette die Podcast-Reihe „Conversation with Alanis Morissette“, in der sie laut eigener Aussage die Themen „menschliche Psyche, Traumata, Beziehungen oder Mikrobiologie“ behandelt und Interviews mit Wissenschaftlern führt.

## Diskografie
Studioalben

| Jahr | Titel                              | Höchstplatzierung, Gesamtwochen, AuszeichnungChartplatzierungen (Jahr, Titel, Platzierungen, Wochen, Auszeichnungen, Anmerkungen) | Höchstplatzierung, Gesamtwochen, AuszeichnungChartplatzierungen (Jahr, Titel, Platzierungen, Wochen, Auszeichnungen, Anmerkungen) | Höchstplatzierung, Gesamtwochen, AuszeichnungChartplatzierungen (Jahr, Titel, Platzierungen, Wochen, Auszeichnungen, Anmerkungen) | Höchstplatzierung, Gesamtwochen, AuszeichnungChartplatzierungen (Jahr, Titel, Platzierungen, Wochen, Auszeichnungen, Anmerkungen) | Höchstplatzierung, Gesamtwochen, AuszeichnungChartplatzierungen (Jahr, Titel, Platzierungen, Wochen, Auszeichnungen, Anmerkungen) | Höchstplatzierung, Gesamtwochen, AuszeichnungChartplatzierungen (Jahr, Titel, Platzierungen, Wochen, Auszeichnungen, Anmerkungen) | Anmerkungen                                                  |
| Jahr | Titel                              | DE | AT | CH | UK | US | CA | Anmerkungen                                                  |
| ---- | ---------------------------------- | --- | --- | --- | --- | --- | --- | ------------------------------------------------------------ |
| 1991 | Alanis                             | — | — | — | — | — | CA— PlatinCA | Erstveröffentlichung: 6. April 1991 Verkäufe: + 100.000      |
| 1992 | Now Is the Time                    | — | — | — | — | — | — | Erstveröffentlichung: 1. August 1992                         |
| 1995 | Jagged Little Pill                 | DE3 ×2Doppelplatin · (90 Wo.)DE                                                                                                   | AT2 ×2Doppelplatin · (47 Wo.)AT                                                                                                   | CH2 Platin · (57 Wo.)CH | UK1 ×10Zehnfachplatin · (221 Wo.)UK                                                                                               | US1 ×7Diamant + Siebenfachplatin · (127 Wo.)US                                                                                    | CA7 ×2Doppeldiamant · (7 Wo.)CA                                                                                                   | Erstveröffentlichung: 9. Juni 1995 Verkäufe: + 30.005.000    |
| 1998 | Supposed Former Infatuation Junkie | DE1 Platin · (43 Wo.)DE | AT3 Platin · (34 Wo.)AT | CH1 Platin · (32 Wo.)CH | UK3 Platin · (26 Wo.)UK | US1 ×3Dreifachplatin · (28 Wo.)US                                                                                                 | CA2 ×4Vierfachplatin · (15 Wo.)CA                                                                                                 | Erstveröffentlichung: 3. November 1998 Verkäufe: + 6.185.000 |
| 2002 | Under Rug Swept                    | DE1 Gold · (27 Wo.)DE | AT1 Gold · (19 Wo.)AT | CH1 Platin · (32 Wo.)CH | UK2 Gold · (13 Wo.)UK | US1 Platin · (24 Wo.)US | CA1 Platin · (4 Wo.)CA | Erstveröffentlichung: 26. Februar 2002 Verkäufe: + 2.525.000 |
| 2004 | So-Called Chaos                    | DE1 Gold · (19 Wo.)DE | AT1 Gold · (20 Wo.)AT | CH2 Platin · (19 Wo.)CH | UK8 Silber · (5 Wo.)UK | US5 (14 Wo.)US | CA2 (2 Wo.)CA | Erstveröffentlichung: 18. Mai 2004 Verkäufe: + 240.000       |
| 2008 | Flavors of Entanglement            | DE8 (12 Wo.)DE | AT3 (12 Wo.)AT | CH1 Gold · (16 Wo.)CH | UK15 (3 Wo.)UK | US8 (11 Wo.)US | CA3 (3 Wo.)CA | Erstveröffentlichung: 2. Juni 2008 Verkäufe: + 10.000        |
| 2012 | Havoc and Bright Lights            | DE2 Gold · (22 Wo.)DE | AT1 (10 Wo.)AT | CH1 (10 Wo.)CH | UK12 Silber · (2 Wo.)UK | US5 (5 Wo.)US | CA1 (2 Wo.)CA | Erstveröffentlichung: 24. August 2012 Verkäufe: + 160.000    |
| 2020 | Such Pretty Forks in the Road      | DE4 (5 Wo.)DE | AT4 (4 Wo.)AT | CH2 (6 Wo.)CH | UK8 (1 Wo.)UK | US16 (1 Wo.)US | CA14 (2 Wo.)CA | Erstveröffentlichung: 31. Juli 2020                          |
| 2022 | The Storm Before the Calm          | — | — | CH26 (1 Wo.)CH | — | — | — | Erstveröffentlichung: 17. Juni 2022                          |

## Filmografie
- 1993: Just One of the Girls
- 1999: Dogma
- 2000: Sex and the City; TV-Serie, Staffel 3 Folge 4
- 2001: Jay und Silent Bob schlagen zurück (Jay and Silent Bob Strike Back)
- 2004: De-Lovely – Die Cole Porter Story
- 2009: Weeds – Kleine Deals unter Nachbarn (Weeds; TV-Serie, Staffel 5 und 6)
- 2010: Radio Free Albemuth
- 2012: Up All Night; TV-Serie, Staffel 1 Folge 16
- 2015: The Price of Desire
- 2020: Fraggle Rock: Rock On!; TV-Serie, Staffel 1 Folge 6
- seit 2021: The Great North (Fernsehserie, Sprechrolle)

## Auszeichnungen
Grammy Awards
- 1996: Album des Jahres für Jagged Little Pill
- 1996: Beste weibliche Gesangsdarbietung – Rock für You Oughta Know
- 1996: Bester Rocksong für You Oughta Know
- 1996: Bestes Rock-Album für Jagged Little Pill
- 1998: Bestes Musik-Langvideo für Jagged Little Pill, Live
- 1998: Beste weibliche Gesangsdarbietung – Rock für Uninvited
- 1999: Bester Rocksong für Uninvited

Juno Awards
- 1992: Vielversprechendste Sängerin
- 1996: Album des Jahres für Jagged Little Pill
- 1996: Rock-Album des Jahres für Jagged Little Pill
- 1996: Sängerin des Jahres
- 1996: Songwriter des Jahres
- 1996: Single des Jahres für You Oughta Know
- 1997: Songwriter des Jahres
- 1997: Single des Jahres für Ironic
- 2000: Album des Jahres für Supposed Former Infatuation Junkie
- 2000: Bestes Video für So Pure
- 2003: Produzent des Jahres für Hands Clean und So Unsexy
- 2009: Pop-Album des Jahres für Flavors of Entaglement
- 2015: Aufnahme in die Canadian Music Hall of Fame[31]

MTV Europe Music Awards
- 1996: Beste Künstlerin

MTV Video Music Awards
- 1996: Best Female Video/Best New Artist in a Video/Best Editing in a Video (Ironic)

BRIT Awards
- 1996: International Breakthrough Act

Echo
- 1996: Nachwuchspreis international
- 1997: Künstlerin international

Bravo Otto
- 1996: Silber in der Kategorie Sängerin

Comet
- 1996: Zuschauer-Comet VIVA Plus